# Gymnogeophagus balzanii
Gymnogeophagus balzanii är en fiskart som först beskrevs av Perugia, 1891.  Gymnogeophagus balzanii ingår i släktet Gymnogeophagus och familjen Cichlidae. Inga underarter finns listade i Catalogue of Life.